# Lyctus kosciuszkoi
Lyctus kosciuszkoi là một loài bọ cánh cứng trong họ Bostrichidae. Loài này được Borowski & Wegrzynowicz miêu tả khoa học năm 2007.